# Dobrogoszcz (powiat gryfiński)
Dobrogoszcz – osada w Polsce położona w województwie zachodniopomorskim, w powiecie gryfińskim, w gminie Trzcińsko-Zdrój.
W latach 1975–1998 miejscowość należała administracyjnie do województwa szczecińskiego.